# The Sims Bustin’ Out
The Sims Bustin’ Out – drugi, spin-offowy tytuł serii The Sims stworzony przez Maxis i Griptonite Games w Stanach Zjednoczonych. Gra została wydana przez Electronic Arts 2 grudnia 2003 na konsolę Game Boy Advance, 16 grudnia 2003 na PlayStation 2, Xbox i GameCube, oraz 11 maja 2004 na konsolę N-Gage. Gra jest połączeniem typowego symulatora życia z serii The Sims z grą przygodową.
Gra jest pierwszym tytułem serii niewydanym na komputery osobiste.
Według Metracritic, gra otrzymała w większości pozytywne opinie krytyków wynoszące średnio 81/100.

## Rozgrywka
Gra, tak jak w większości tytułach The Sims, rozpoczyna się od stworzenia własnego sima. Gra wyróżnia się jednak od nich uproszczoną rozgrywką, polegającą tylko na dbaniu o podstawowe potrzeby bohaterów, stworzoną specjalnie w celu ułatwienia gry na konsolach.
W grze istnieją dwa tryby rozgrywki. Pierwszym jest tryb gry swobodnej typowy dla serii The Sims, który pozwala kontrolować simów w dowolny sposób, nie ograniczając rozgrywki. Drugi tryb nazwany „Bust Out”, jest trybem fabularnym. W tym trybie gracz ma za zadanie pokierowanie życiem młodego sima, mieszkającego z matką w SimCity w taki sposób, aby na koniec rozgrywki osiągnął sukces i został milionerem. W grze gracz otrzyma do wykonania wiele zadań. Pierwszym z nich jest zadanie zlecone przez matkę sima, polegające na znalezieniu odpowiedniej pracy. W grze dostępne jest siedem ścieżek kariery. Sim otrzyma także zadanie, w którym musi pozbyć się problemu miejscowego złodzieja. Podczas rozgrywki jest wiele zadań, a sama rozgrywka może potrwać wiele godzin. W grze dostępne jest wiele rodzajów apartamentów, w różnych stylach oraz wiele miejsc różnie wpływających na bohatera, np. miejsca podnoszące umiejętności bądź wywołujące dany nastrój. W grze można kolekcjonować różne przedmioty, odblokowywać osiągnięcia bądź uczyć się specjalnych interakcji z innymi simami.

### Konsole przenośne
Wersja gry na konsolę Game Boy Advance i N-Gage, przez fakt, że konsole przenośne mają mniejszą moc obliczeniową i nie były w stanie odwzorować rozgrywki z wersji na zwykłe konsole, jest zupełnie inna. Grafika jest pikselowa w wersji 2D a gra rozpoczyna się od przyjazdu głównego bohatera na farmę wuja. Wuj wyrzuca sima z domu i każe mu mieszkać w stodole, ponieważ ten nie dba o higienę, ma trudny charakter i jest nielubiany. Gra posiada pięć rozdziałów, w których do wykonania jest wiele misji i osiągnięć. W przeciwieństwie do klasycznej wersji gry, na konsolach przenośnych sterowanie simem nie polega na wydawaniu poleceń z czwartej osoby. Gracz posiada bezpośrednią kontrolę nad bohaterem. W grze znajduje się wiele minigier a interakcje społeczne są drzewkiem dialogów. Rozgrywka jest o wiele krótsza i łatwiejsza.

## Odbiór gry
Według serwisu agregującego recenzje gier – Metracritic, gra otrzymała w większości pozytywne opinie. GameSpot już przed premierą gry polecił graczom wersję na Game Boy Advance pisząc: „Ograniczenia GBA wydają się zapewnić zespołowi nowy rodzaj wolności w tworzeniu gry, która wydaje się być kolejną fajną ewolucją dla tej serii. Każdy, kto szuka zabawy i uzależniającej rozrywki, powinien sprawdzić grę The Sims Bustin’ Out, gdy zostanie wydana w grudniu.” Wersja na konsolę PlayStation 2 dostała od Entertainment and Leisure Software Publishers Association status „Platyny” co oznacza, że gra sprzedała się w Wielkiej Brytanii w liczbie ponad 300 tysięcy sztuk.